# 水の神殿
水の神殿（みずのしんでん）は、NINTENDO64専用のビデオゲームとして1998年に発売された『ゼルダの伝説 時のオカリナ』のエリアの1つ。作中では6番目のダンジョンとして登場する。『時のオカリナ』のディレクターである青沼英二が、自らの趣味であるダイビングに着想を得て制作した。プレイヤーは、ヘビィブーツを使って水の底まで沈みながら、ダンジョン内の水位を上げたり下げたりして様々なエリアへ移動する。移動の難しさとヘビィブーツの面倒くささが相まって、2011年にリメイクされた『ゼルダの伝説 時のオカリナ 3D』では、プレイヤーを助けるために複数の変更が加えられた。青沼はプレイヤーが直面した難しさについても謝罪し、リメイク版のダンジョンは当時のような苛立たしいほどの難しさではないと述べている。こうした批判があったにもかかわらず、寛大な姿勢をとり、水の神殿の複雑性を称賛している批評家もいる。

## コンセプトとデザイン
水の神殿は、1998年のNINTENDO 64用のビデオゲームソフト『ゼルダの伝説 時のオカリナ』の中で初めて登場した。主人公のリンクが青年になってから探索するダンジョンの1つだった。神殿は水の精霊を祀るために建てられ、ゾーラ族によって守られていた。ダンジョンはハイリア湖の中で発見されるのだが、敵役のガノンドロフと水の神殿に棲み着く存在によって当時は呪われていた。ダンジョンはハイリア湖の地下にあり、大型のダンジョンとして複数の階層をもつ。プレイヤーは、ダンジョンの隅で水位を上げたり下げたりして、新しいエリアへ到達する。リンクは、ヘビィブーツや、水中で呼吸できるようになるゾーラの服、遠くの物体に鎖を引っ掛けるフックショットなどの装備を使用してダンジョンの中を移動していく。リンクは自分の分身であるダークリンクと戦闘する。その戦いが起きる場所は「幻影の部屋（Room of Illusion）」と呼ばれ、浅瀬の中に1ヶ所だけ土が盛られており、そこに枯れ木が1本だけ生えている。最後に、リンクはダンジョンのボス、水棲核細胞モーファと対決する。ボス戦に勝利すると、リンクは賢者の部屋にワープし、そこで水の賢者、ルト王女から水のメダルを受け取り、その後、ハイリア湖は元の姿に戻る。
『時のオカリナ』の別のバージョンが『ゼルダの伝説：時のオカリナ GC 裏ゼルダ』として発売され、水の神殿を含む各ダンジョンの高難易度版が収録されている。ディレクターの青沼英二は、深海ダイビングに対する自身の愛情を水の神殿の着想の元として挙げ、それを表現するために潜水型のパズルを活用している。

## 評価
水の神殿は『時のオカリナ』に登場して以来、その難易度の高さから否定的な評価を受けてきた。 GamesRadarは、これをあらゆるビデオゲームで最悪のステージの1つと呼び、『時のオカリナ』が史上最高のビデオゲームになるのを妨げていると述べた。Inverseは、水中ステージを制作しようとして失敗した典型的な例であると判断し、視覚的なデザインと水中物理学を批判した。Game Informerはこのダンジョンのナビゲートを嫌い、プレイヤーはここを『時のオカリナ』の中で最悪の部分として認識するだろうと感じたという。著者のEnnio De Nucci氏とAdam Kramarzewski氏は、ダンジョンをめぐる論争について議論し、デザイナーが開発中にその欠陥を理解していたかどうかについて疑問を呈した。
このダンジョンを好意的に評価した批評家もいた。 Edge、Eurogamer、Destructoidなどの批評サイトは、その難しさが誇張されていることを指摘した。Edge紙は、ダンジョンが実際に難しいというよりも、プレイヤーにとってダンジョンの移動が困難であることが難しさの原因であると感じたが、 Eurogamer紙は、3Dというゲームプレイが比較的新しかったことがこれに寄与しているとを指摘している。公式任天堂マガジン、 GameZone、Eurogamerではシリーズ最高のダンジョンの1つとして考えられており、日本の「mastery in the medium」の代表と呼ばれるほどであった。著者のアンソニー・ビーン（Anthony Bean）氏は、水の神殿をクリアした後、文字通り水が浄化されることについて、リンクが大人になってからの精神的成長になぞらえて論じた。ビーン氏は幻影の部屋にも触れ、その部屋の中心に生えている1本の木は、リンクが失ったデクの樹サマとコキリの森の両方に関連している可能性があると論じた。同氏によると、ダークリンクは、リンクが自分自身の望ましくない側面に挑戦し、それを受け入れることを反映していると同時に、リンクの「喪失と憤り」の感情をさらに表していると述べている。

### 批判への対応
水の神殿に対するプレイヤーの反応によって、水の神殿は青沼が『時のオカリナ』で一番後悔した側面の1つになった。批判を受けたことで、青沼はダンジョンの難易度を謝罪することになった。ステージに対する批判に応える形で、2011年に発売されたニンテンドー 3DSのリメイク版『ゼルダの伝説 時のオカリナ 3D』のデザイナーは、ステージの問題を修正しようとした。宮本茂は、水の神殿でヘビィブーツを装備したり外したりするたびに一時停止する必要があるのは面倒だと感じ、3DS版ではプレイヤーが一時停止することなく装備変更できるようにすることで、この問題を修正した。ダンジョンの構造は同じままだったが、神殿の水位を上げたり下げたりできる場所へプレイヤーを導くために、赤と緑の照明を設置した。青沼は『時のオカリナ 3D』を開発したいと思った理由の1つとして水の神殿を挙げ、実際にこのダンジョンを修正できるようにした。青沼によれば、水の神殿のような水系ステージは、ゼルダの伝説の開発者にとって制作するのが常に難しく感じられるものであり、開発におけるある種の「行き詰まりの原因（Sticking Point）」のように感じると述べている。しかし、青沼は水の神殿が難しいダンジョンであるという意見には同意せず、むしろヘビィブーツの管理によって実際よりも難しく見えるようになっていたと主張した。青沼は今でもゼルダの伝説シリーズの中で最も好きなダンジョンの1つだと考えている。インタビュアーが『ゼルダの伝説 ブレス オブ ザ ワイルド』で水の神殿をスキップできるかどうか尋ねたとき、宮本は青沼をからかい、「彼はダンジョンを作らなかったので、大丈夫です」と答えた。